# Styrmansholmen, Lovisa
Styrmansholmen är en ö i Finland. Den ligger i Finska viken och i kommunen Lovisa i landskapet Nyland, i den södra delen av landet. Ön ligger omkring 57 kilometer öster om Helsingfors.
Öns area är 2,4 hektar och dess största längd är 220 meter i öst-västlig riktning.